# Viscount Chandos

Wappen der Viscounts Chandos

Viscount Chandos, of Aldershot in the County of Southampton, ist ein erblicher britischer Adelstitel in der Peerage of the United Kingdom.

## Verleihung
Der Titel wurde am 9. September 1954 für den Geschäftsmann und Politiker Oliver Lyttelton geschaffen.
Heute hat sein Enkel Thomas Lyttelton den Titel als 3. Viscount inne. Nachdem dieser den ursprünglich mit dem Titel verbundenen Sitz im House of Lords durch die Oberhausreform von 1999 verloren hatte, wurde ihm am 19. April 2000 auf Lebenszeit (Life Peerage) der Titel Baron Lyttelton of Aldershot, of Aldershot in the County of Hampshire, verliehen. Er konnte dadurch in House of Lords zurückkehren und sitzt dort für die Labour Party.

## Liste der Viscounts Chandos (1954)
- Oliver Lyttelton, 1. Viscount Chandos (1893–1972)
- Antony Lyttelton, 2. Viscount Chandos (1920–1980)
- Thomas Lyttelton, 3. Viscount Chandos (* 1953)

Titelerbe (Heir Apparent) ist der Sohn des aktuellen Titelinhabers, Hon. Oliver Lyttelton (* 1986).